# 戴力·詹文
戴力·詹文（Derek Jarman，1942年1月31日—1994年2月19日）是一名英國電影導演及作家。

## 生平
詹文在英格蘭米德塞克斯北林（Northwood）出生，全名Michael Derek Elworthy Jarman。父母為Lancelot Elworthy Jarman及Elizabeth Evelyn（閨姓Puttock），父親在紐西蘭出生，是一名軍官。
詹文在坎福德學校（Canford School）寄宿，1960年起在伦敦国王学院就讀，1963年到伦敦大学学院的斯萊德美术学院繼續學業。
1986年12月22日，詹文被診斷出為HIV帶菌者，更於1994年死於愛滋病，終年52歲。
詹文是無神論者。

## 導演作品
- （Sebastiane，1976）
- 《銀禧紀念（英语：Jubilee (film)）》（Jubilee，1977）
- 《暴风雨》（The Tempest，1979）
- 《天使的話兒（英语：The Angelic Conversation (film)）》（The Angelic Conversation，1985）
- 《浮世繪 (電影)（英语：Caravaggio (film)）》（Caravaggio，1986）
- 《菩薩蠻 (電影)（英语：Aria (film)） / 末世風情畫（英语：Aria (film)）》中的「Depuis le jour」（Aria，1987）
- 《英倫末路（英语：The Last of England (film)）》（The Last of England，1988）
- 《安魂曲 (電影)（英语：War Requiem (film)）》（War Requiem，1989）
- 《花園 (電影)（英语：The Garden (1990 film)）》（The Garden，1990）
- 《愛德華二世 (電影)》（Edward II，1991）
- 《維根斯坦》（Wittgenstein，1993）
- 《藍 (電影)（英语：Blue (1993 film)）》（Blue，1993）

## 參註
1. 1 2 3  Tony Peake, Derek Jarman: A Biography (Woodstock: Overlook Press, 1999), p. 13.
2. ↑  Tony Peake, Derek Jarman: A Biography (Woodstock: Overlook Press, 1999), pp. 12-13.
3. ↑  Jim Ellis, Derek Jarman's Angelic Conversations (Minneapolis: University of Minnesota Press, 2009), pp. 200-1.
4. ↑  Tony Peake, Derek Jarman: A Biography (Woodstock: Overlook Press, 1999), pp.389-94, 532-33.
5. ↑  Tony Peake, Derek Jarman: A Biography (Woodstock: Overlook Press, 1999), pp.8-9.
6. ↑  .   [2014-12-26]. （原始内容存档于2009-02-20）.
7. ↑  William Pencak. . . McFarland. 2002: 159  [21 May 2013]. ISBN 9780786414307. To those familiar with his other films, Jarman reinforces his atheism and contempt for traditional Christianity, thereby re-emphasizing the point he just made - that "paradise" is "terrestrial" and is the fruit of human love.

## 外部連結
- 戴力·詹文在互联网电影资料库（IMDb）上的資料（英文）
- 有關詹文的書籍及文章 （页面存档备份，存于），在加大柏克萊的傳媒資源中心
- Derek Jarman biography and credits 在英國電影協會的Screenonline
- Derek Jarman: Radical Traditionalist （页面存档备份，存于）
- Preserving A Harlequin – a Jarman retrospective by Nick Clapson
- Photographs of Prospect Cottage[] & garden details[] at Flickr
- 詹文的墳墓 （页面存档备份，存于）